# Семенівська сільська рада (Львівський район)
Семенівська сільська рада — орган місцевого самоврядування у Пустомитівському районі Львівської області з адміністративним центром у с. Семенівка.

## Загальні відомості
Історична дата утворення: в 1946 році. Водоймища на території, підпорядкованій даній раді: річки Щирка, Ставчанка.

## Населені пункти
Сільраді підпорядковані населені пункти:
- с. Семенівка
- с. Береги
- с. Віняви
- с. Милошевичі

## Склад ради
- Сільський голова: Максисько Роман Михайлович
- Секретар сільської ради: Віщур Ірина Романівна
- Загальний склад ради: 16 депутатів

### Керівний склад ради
| ПІБ                        | Основні відомості                                                               | Дата обрання | Дата звільнення |
| -------------------------- | ------------------------------------------------------------------------------- | ------------ | --------------- |
| Филипів Ярослав Антонович  | Сільський голова, 1953 року народження, освіта вища, безпартійний               | 26.03.2006   | 31.10.2010      |
| Филипів Ярослав Антонович  | Сільський голова, 1953 року народження, освіта вища, безпартійний               | 31.10.2010   | 28.03.2013      |
| Максисько Роман Михайлович | Сільський голова, 1982 року народження, освіта середня спеціальна, безпартійний | 15.12.2013   | 31.12.2020      |

Примітка: таблиця складена за даними джерела

### Депутати
Результати місцевих виборів 2010 року за даними ЦВК
| № зп | № округу | Прізвище, ім'я, по батькові | Дата визнання обраним | Відомості про обраного депутата                                                                                        |
| ---- | -------- | --------------------------- | --------------------- | --- |
| 1    | 1        | Борович Богдан Іванович     | 01.11.2010            | Освіта середня, позапартійний, тимчасово не працює                                                                     |
| 2    | 2        | Таратула Роман Степанович   | 01.11.2010            | Освіта вища, позапартійний, Пустомитівське РВ ГУМВС, дільничий інспектор                                               |
| 3    | 3        | Лобаз Володимир Романович   | 01.11.2010            | Освіта вища, позапартійний, Пустомитівське ДЛГП «Галсільліс», водій                                                    |
| 4    | 4        | Микитка Богдан Романович    | 01.11.2010            | Освіта середня, позапартійний, ТзОВ «Довіра Захід», технолог                                                           |
| 5    | 5        | Карнак Сергій Ярославович   | 01.11.2010            | Освіта вища, член Політичної партії «Козацька Українська Партія», дошкільний навчальний заклад с. Семенівка, бухгалтер |
| 6    | 6        | Віщур Ірина Романівна       | 01.11.2010            | Освіта вища, позапартійна, Семенівська сільська рада, секретар                                                         |
| 7    | 7        | Гуль Марта Львівна          | 01.11.2010            | Освіта середня, позапартійна, приватний підприємець                                                                    |
| 8    | 8        | Мотрунчик Ніна Петрівна     | 01.11.2010            | Освіта середня, позапартійна, фермерське господарство «Цезар», бухгалтер                                               |
| 9    | 9        | Попович Ганна Іванівна      | 01.11.2010            | Освіта середня, позапартійна, Відділення ВАТ «Ощадбанк», старший контролер — касир                                     |
| 10   | 10       | Баляш Олег Іванович         | 01.11.2010            | Освіта вища, позапартійний, Пустомитівське управління з експлуатації газового господарства, майстер                    |
| 11   | 11       | Кончевич Тетяна Ігорівна    | 01.11.2010            | Освіта вища, позапартійна, ТзОВ «Овал», бухгалтер                                                                      |
| 12   | 12       | Бернат Валерій Казимирович  | 01.11.2010            | Освіта середня, позапартійний, автозаправна станція «Лукойл-Україна», оператор                                         |
| 13   | 13       | Максисько Роман Михайлович  | 01.11.2010            | Освіта середня, позапартійний, Фірма «Старт», пресувальник                                                             |
| 14   | 14       | Яремко Ігор Степанович      | 01.11.2010            | Освіта середня, позапартійний, Пустомитівське управління з експлуатації газового господарства, слюсар                  |
| 15   | 15       | Панкевич Роман Мирославович | 01.11.2010            | Освіта вища, позапартійний, Пустомитівське РВ ГУМВС, дільничий інспектор                                               |
| 16   | 16       | Микитка Марія Петрівна      | 01.11.2010            | Освіта середня, позапартійна, пенсіонер                                                                                |